# Cuervea
Cuervea es un género de plantas con flores  pertenecientes a la familia Celastraceae. Comprende 14 especies descritas y de estas, solo 7 aceptadas.

## Taxonomía
El género fue descrito por  Triana  ex Miers y publicado en Transactions of the Linnean Society of London 28: 330, 370. 1872. La especie tipo es: Cuervea granadensis Miers.

## Especies aceptadas
A continuación se brinda un listado de las especies del género Cuervea aceptadas hasta julio de 2011, ordenadas alfabéticamente. Para cada una se indica el nombre binomial seguido del autor, abreviado según las convenciones y usos. 
- Cuervea crenulata Mennega
- Cuervea hawkesii Proctor
- Cuervea integrifolia (A.Rich.) A.C.Sm.
- Cuervea isangiensis (De Wild.) N.Hallé
- Cuervea jamaicensis Proctor
- Cuervea kappleriana (Miq.) A.C.Sm.
- Cuervea macrophylla (Vahl) R.Wilczek